# Eugenia rizzoana
Eugenia rizzoana är en myrtenväxtart som beskrevs av Joáo Rodrigues de Mattos. Eugenia rizzoana ingår i släktet Eugenia och familjen myrtenväxter. Inga underarter finns listade i Catalogue of Life.